# Тат
Тат (мађ. Tát) град је у Мађарској. Тат је трећи по величини град у оквиру жупаније Комаром-Естергом.

## Географија

### Локација
Насеље се налази поред „Малог Дунава”, са севера је окружено рукавцима древне реке, док је са југа окружено брдима Герече. Налази се 8 километара од бивше престонице Естергома и 45 километара од Будимпеште.
Најважнији приступни правац је аутопут 10, који је некада био национални пут који је водио од Будима до Беча. Северном ивицом њене унутрашњости пролази магистрални пут 117, а два главна пута су овде повезана путем 1011, овај последњи је и линија разграничења између старог села и новоствореног дела насеља источније. Са аутопута 10 на територији насеља одваја се и пут 1119 који води ка Татабањи.
До њега се може доћи возом на железничкој линији Естергом–Алмашфизите, која овде има стајалиште. Аутобуско стајалиште Тат налази се у близини центра, али је прилаз друмом омогућен само општинским путевима.

## Историја
Захваљујући природним географским карактеристикама, људи су на овим просторима живели још у праисторији. У атару села пронађено је камено оруђе, камена секира и камен за млевење. На површину су изнети и уломци лонаца и лонаца из бакреног доба, као и уломци који припадају култури сахрањивања урни из касног бронзаног доба.
Иако све новија истраживања стављају прво помињање Татовог имена у раније време, 1146. године, када је Фулко Хошпеш дао своје имање у Тату опатији Панонхалм, међутим, Таћани стављају „годину оснивања“ у 1181. Затим је краљ Бела III, један од краљева Арпадовића, дао је село „Таат” („Taath”) витешком реду који носи име Светог Јована Милостивог, чији су потомци Витезови Светог Јована и Малтешки витезови. Тадашња богомоља, која се налазила на месту данашње цркве, већ се у неким историјама помиње као болница.
Један од најславнијих дана у историји Тата је последња битка „Естергомске жупаније“ против Турака 1685. године, чувена битка код Тата. Овде су се сукобили кнез Карољ од Лорене и војска Сајтана Ибрахима од сто хиљада.
После блиставе хришћанске победе, до краја века овде је живело 17. кметовских породица. Између 1710. и 1740. немачки досељеници, Швабе и Аустријанци повећали су избегло становништво.
Године 1851. број становника је био 560. Током Првог светског рата село је изгубило четрдесетак мушкараца, војника. Године 1936. у 344 куће живело је 1.499 људи. Крајем Другог светског рата, на прелазу између 1944. и 1945, село је постало фронтовска зона.
Немачки мотоциклиста Ернст Јакоб Хене је 1932. године поставио овде брзински рекорд својим возилом: достигао је брзину од 244 km/h својим БМВ мотором.
На препоруку министра државне управе и правде, градско звање место је добило 15. јула 2013. године.

## Становништво
Током пописа 2011. године, 81,2% становника се изјаснило као Мађари, 6,2% као Немци, 0,2% као Румуни и 0,3% као Словаци (18,6% се није изјаснило). 
Верска дистрибуција је била следећа: римокатолици 44,8%, реформисани 5,2%, лутерани 0,5%, гркокатолици 0,3%, неконфесионални 14,7% (33,2% се није изјаснило).